# Haute-Normandie
Haute-Normandie (Hoog-Normandië) (Normandisch: Ĥâote-Normaundie) is een voormalige regio in het noordwesten van Frankrijk. Op 1 januari 2016 fuseerde het met Basse-Normandie tot de nieuwe regio Normandië.

## Aangrenzende regio's
| Aangrenzende regio's | Aangrenzende regio's | Aangrenzende regio's | Aangrenzende regio's | Aangrenzende regio's |
| -------------------- | -------------------- | -------------------- | -------------------- | -------------------- |
|                      |                      |                      |                      |                      |
|                      |                      |                      |                      |                      |
|                      | Picardië             |                      |                      |                      |
|                      |                      |                      |                      |                      |
| Basse-Normandie      |                      | Centre-Val de Loire  |                      | Île-de-France        |